# باسلگا دی پینه
باسلگا دی پینه (به ایتالیایی: Baselga di Piné) یک کومونه در ایتالیا است که در ترنتینو واقع شده‌است.

## خصوصیات
باسلگا دی پینه ۴۰٫۸ کیلومترمربع مساحت و ۴٬۷۴۲ نفر جمعیت دارد.

## خواهرخوانده
شهر هیرنفین خواهرخواندهٔ باسلگا دی پینه هست.